# Parafia św. Katarzyny w Oleśnie
Parafia Świętej Katarzyny w Oleśnie – rzymskokatolicka parafia w Oleśnie położona jest w dekanacie Dąbrowa Tarnowska.
Obecnie w skład terytorium parafii wchodzą miejscowości Olesno, Adamierz, Breń, Podborze oraz część Ćwikowa, Dąbrówki Gorzyckiej, Pilczy Żelichowskiej, Swarzowa i Wielopola.

## Historia parafii
Parafia w Oleśnie powstała zapewne w końcu XIV w., a pierwsza wzmianka o jej istnieniu pochodzi z 1411 roku. Wiadomo, że w 1616 r. spalił się tutejszy drewniany kościół. Z XVII w. pochodzi barokowa kaplica św. Trójcy, która jest być może pozostałością pierwszego murowanego kościoła w Oleśnie albo przybudowana była do świątyni drewnianej, podobnie jak to miało miejsce w pobliskich Luszowicach. Obecny kościół zbudowany został w 1765 r. staraniem ks. Jana Drobińskiego. W 1909 r. kościół został przekształcony, przeorientowany i rozbudowany. Wyburzono wtedy prezbiterium, nawę zamieniono na prezbiterium, przedsionek na zakrystię a od wschodu dobudowano trójnawowy korpus. Po raz pierwszy kościół konsekrował w 1824 r. biskup tarnowski Grzegorz Tomasz Ziegler, ponownej konsekracji dokonał po rozbudowie kościoła w 1910 r. biskup tarnowski Leon Wałęga.